# Leiopus syriacus
Leiopus syriacus är en skalbaggsart som beskrevs av Ludwig Ganglbauer 1884. Leiopus syriacus ingår i släktet Leiopus och familjen långhorningar. Inga underarter finns listade i Catalogue of Life.